# Dance the Night Away
Dance the Night Away è una canzone del gruppo musicale statunitense Van Halen, estratta come singolo dal loro secondo album in studio Van Halen II nel 1979.

## Il brano
La composizione del brano venne ispirata dal singolo Go Your Own Way dei Fleetwood Mac. Originariamente David Lee Roth voleva chiamare la canzone Dance Lolita Dance, ma Eddie van Halen lo convinse a cambiare titolo in Dance the Night Away. Fu il primo singolo dei Van Halen capace di entrare nella top 20 delle classifiche statunitensi, dove raggiunse il 15º posto della Billboard Hot 100.
Una cover del brano è stata interpretata da Pat Monahan nell'album Guitar Heaven: The Greatest Guitar Classics of All Time dei Santana.

## Nella cultura di massa
La canzone è stata utilizzata nei film Private Parts, Mission to Mars, Argo, Anchorman 2 - Fotti la notizia e nei titoli di coda di Indovina perché ti odio.
Nel 2015 la canzone è inoltre apparsa nel primo episodio della sesta stagione della serie televisiva Glee.

## Tracce
1. Dance The Night Away – 3:04
2. Outta Love Again – 2:49

## Formazione
- David Lee Roth – voce
- Eddie van Halen – chitarra, cori
- Michael Anthony – basso, cori
- Alex van Halen – batteria